# Blatná
Blatná cseh város Csehország Dél-csehországi kerületének Strakonicei járásában. Lakosainak száma 6755  (2008. 12. 31). A város egy mesterséges tóval övezett vár körül terül el.

## Története
Bár a környék már a 6. század óta lakott, Blatná első írásos említése 1235-ből származik. Ekkor valószínűleg csak egy fából épül erődítmény állt egy mocsaras területtel körülvett sziklás területen. Blata a régi cseh nyelvben mocsaras területet jelentett, erről kapta a város a nevét.
A várat körülvevő település 1300 körül kapta meg a kisvárosi (cseh nyelven: městečko) rangot, majd 1601-ben teljes jogú  várossá nyilvánították. Blatná 1834. szeptember 9-én szinte teljesen leégett, ezért a jelenlegi épületek többsége már későbbi időszakban épült.

## A városhoz tartozó települések
- Blatenka
- Blatná
- Čekanice
- Drahenický Málkov
- Hněvkov
- Jindřichovice
- Milčice
- Řečice
- Skaličany

## Testvérvárosok
- Vázsec, Szlovákia,
- Sargé-lès-le-Mans, Franciaország
- Vacha, Németország
- Calderdale, Egyesült Királyság
- Roggwil, Svájc

## Népesség
A település népessége az elmúlt években az alábbi módon változott:
| Lakosok száma | 4924 | 4815 | 4700 | 4722 | 6208 | 6705 | 6700 | 6583 | 6289 | 6666 |
|               | 1869 | 1900 | 1921 | 1961 | 1980 | 2011 | 2016 | 2019 | 2021 | 2024 |

## Fordítás
- Ez a szócikk részben vagy egészben  a   Blatná című angol Wikipédia-szócikk fordításán alapul.  Az eredeti cikk szerkesztőit annak laptörténete sorolja fel. Ez a jelzés csupán a megfogalmazás eredetét és a szerzői jogokat jelzi, nem szolgál a cikkben szereplő információk forrásmegjelöléseként.